# Almelo de Riet vasútállomás
Almelo de Riet vasútállomás vasútállomás Hollandiában, Almelo városában.

## Vasútvonalak
Az állomást az alábbi vasútvonalak érintik:
- Almelo–Salzbergen-vasútvonal

## Kapcsolódó állomások
A vasútállomáshoz az alábbi állomások vannak a legközelebb:
- Almelo vasútállomás
- Borne vasútállomás